# Delfzijl
Delfzijl é uma cidade e um município dos Países Baixos localizado na província da Groninga. Está situada à margem esquerda do estuário do rio Ems, que forma a fronteira com a Alemanha.
Situada no limite ocidental dos marismas de Dollart, possui estaleiros e indústrias químicas (cloro e soda cáustica).

## Localidades
Bierum, Biessum, Borgsweer, Delfzijl, Farmsum, Godlinze, Holwierde, Krewerd, Losdorp, Meedhuizen, Spijk, Termunten, Termunterzijl, Uitwierde, Wagenborgen, Weiwerd, Woldendorp.